# 泰勒敦 (北卡羅萊納州)
泰勒敦（英語：Taylortown）是一個位於美國北卡羅萊納州穆爾縣的城鎮。

## 人口
根據2020年美國人口普查的數據，泰勒敦的面積為3.49平方千米，皆為陸地。當地共有人口634人，而人口密度為每平方千米182人。